# دينيسي أوكونور
دينيسي أوكونور (بالإنجليزية: Denise O'Connor) هي مبارزة بالسيف أمريكية، ولدت في 18 مايو 1935 في بايون في الولايات المتحدة.

## وصلات خارجية
- دينيسي أوكونور على موقع أوليمبيديا (الإنجليزية)